# Collonges (tổng)
Tổng Collonges là một tổng của Pháp nằm ở tỉnh Ain trong vùng Rhône-Alpes.

## Địa lý
Tổng này được tổ chức xung quanh Collonges ở quận Gex. Độ cao ở đây từ 326 m (Pougny) đến à 1 692 m (Chézery-Forens) với độ cao trung bình 535 m.

## Hành chính
| Giai đoạn | Ủy viên       | Đảng | Tư cách |
| --------- | ------------- | ---- | ------- |
| 2008-2014 | Daniel Juliet | DVD  |         |
| 2001-2008 | Daniel Juliet | DVD  |         |

## Số đơn vị
Tổng Collonges groupe 10 xã và có dân số 8 431 dân (theo điều tra dân số năm 1999, số lượng không tính trùng).
| Xã                     | Dân số | Mã bưu chính | Mã insee |
| ---------------------- | ------ | ------------ | -------- |
| Challex                | 1 057  | 01630        | 01078    |
| Chézery-Forens         | 369    | 01410        | 01104    |
| Collonges              | 1 106  | 01550        | 01109    |
| Confort                | 499    | 01200        | 01114    |
| Farges                 | 594    | 01550        | 01158    |
| Lancrans               | 935    | 01200        | 01205    |
| Léaz                   | 481    | 01200        | 01209    |
| Péron                  | 1 579  | 01630        | 01288    |
| Pougny                 | 629    | 01550        | 01308    |
| Saint-Jean-de-Gonville | 1 182  | 01630        | 01360    |

## Biến động dân số
| 1962                                                     | 1968  | 1975  | 1982  | 1990  | 1999  |
| -------------------------------------------------------- | ----- | ----- | ----- | ----- | ----- |
| 5 124                                                    | 5 639 | 6 365 | 6 580 | 7 411 | 8 431 |
| Nombre retenu à partir de 1962 : dân số không tính trùng |       |       |       |       |       |